# Stazione di Sant'Oreste
La stazione di Sant'Oreste è una stazione della ferrovia Roma-Civita Castellana-Viterbo a servizio del comune di Sant'Oreste, nella città metropolitana di Roma Capitale.
Si trova nel territorio comunale di Rignano Flaminio.
Dal 1º luglio 2022 è gestita da ASTRAL.

## Strutture e impianti
In stazione sono presenti tre binari (1 di corsa, 1 di raddoppio e 1 di precedenza) con due banchine di sosta scoperte. Il fabbricato viaggiatori è su due piani, con alcuni servizi all'interno non più in uso. La stazione dispone anche di un quarto binario tronco elettrificato e di un magazzino, retaggio di un piccolo scalo merci, utilizzato come ricovero dei carri di manutenzione.

## Movimento
La stazione è servita dai treni regionali svolti da Cotral nell'ambito del contratto di servizio con la regione Lazio. Nei giorni festivi 1 corsa effettua capolinea.